# Team Saxo-Tinkoff/2013

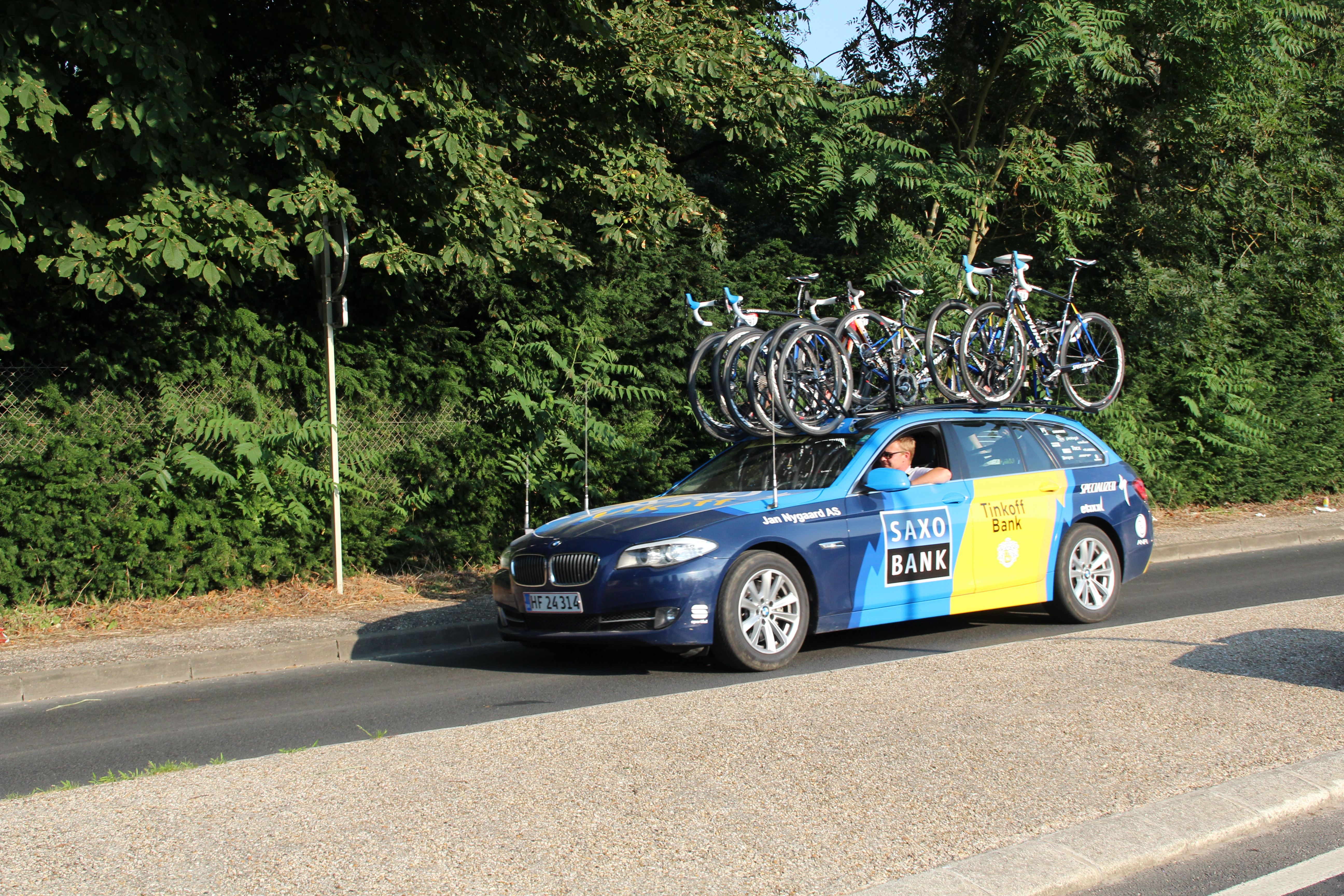
Volgwagen tijdens de Tour de France 2013

Deze pagina geeft een overzicht van de Saxo Bank-Tinkoff Bank-wielerploeg in 2013.

## Algemeen
Sponsor: Saxo Bank
Algemeen manager: Bjarne Riis
Ploegleiders: Dan Frost, Nick Gates, Fabrizio Guidi, Tristan Hoffman, Philippe Mauduit, Bradley McGee
Fietsmerk: Specialized
Kleding: Sportful
Budget: niet bekend
Kopmannen: Alberto Contador, Daniele Bennati, Matti Breschel

## Renners
| Naam                    | Geboortedatum | Nationaliteit | Ploeg 2012             |
| ----------------------- | ------------- | ------------- | ---------------------- |
| Daniele Bennati         | 24-09-1980    | Italië        | Radioshack-Nissan-Trek |
| Manuele Boaro           | 12-03-1987    | Italië        |                        |
| Matti Breschel          | 31-08-1984    | Denemarken    | Rabobank               |
| Jonathan Cantwell       | 08-01-1982    | Australië     |                        |
| Mads Christensen        | 06-04-1984    | Denemarken    |                        |
| Alberto Contador        | 06-12-1982    | Spanje        |                        |
| Jesús Hernández         | 28-09-1981    | Spanje        |                        |
| Christopher Juul-Jensen | 06-07-1989    | Denemarken    |                        |
| Jonas Aaen Jørgensen    | 20-04-1986    | Denemarken    |                        |
| Karsten Kroon           | 29-01-1976    | Nederland     |                        |
| Anders Lund             | 14-02-1985    | Denemarken    |                        |
| Roman Kreuziger         | 06-05-1986    | Tsjechië      | Astana                 |
| Rafał Majka             | 25-02-1990    | Polen         |                        |
| Takashi Miyazawa        | 27-02-1978    | Japan         |                        |
| Michael Mørkøv          | 30-04-1985    | Denemarken    |                        |
| Benjamín Noval          | 23-01-1979    | Spanje        |                        |
| Sérgio Paulinho         | 26-03-1980    | Portugal      |                        |
| Bruno Pires             | 15-05-1981    | Portugal      |                        |
| Nicolas Roche           | 03-07-1984    | Ierland       | AG2R-La Mondiale       |
| Michael Rogers          | 20-12-1979    | Australië     | Sky ProCycling         |
| Chris Anker Sørensen    | 05-09-1984    | Denemarken    |                        |
| Nicki Sørensen          | 14-05-1975    | Denemarken    |                        |
| Matteo Tosatto          | 14-05-1974    | Italië        |                        |
| Oliver Zaugg            | 09-05-1981    | Zwitserland   | RadioShack-Nissan-Trek |

## Belangrijke overwinningen
| Ronde van San Luis 6e etappe: Alberto Contador Tirreno-Adriatico Puntenklassement: Alberto Contador Amstel Gold Race Winnaar: Roman Kreuziger Nationale kampioenschappen wielrennen Denemarken - wegwedstrijd: Michael Mørkøv Ronde van Denemarken 2e etappe: Matti Breschel 3e etappe: Matti Breschel Ronde van Polen Puntenklassement: Rafał Majka Ronde van Spanje 2e etappe: Nicolas Roche 6e etappe: Michael Mørkøv |

1998 · 1999 · 2000 · 2001 · 2002 · 2003 · 2004 · 2005 · 2006 · 2007 · 2008 · 2009 · 2010 · 2011 · 2012 · 2013 · 2014 · 2015 · 2016
AG2R-La Mondiale · Argos-Shimano · Astana · Belkin Pro Cycling · BMC Racing Team · Cannondale Pro Cycling Team · Euskaltel-Euskadi · FDJ · Team Garmin-Sharp · Katjoesja · Lampre-Merida · Lotto-Belisol · Team Movistar · Omega Pharma-Quick Step · Orica-GreenEdge · RadioShack-Leopard · Team Saxo-Tinkoff · Sky ProCycling · Vacansoleil-DCM